# 坂本直行
坂本 直行（さかもと なおゆき、1906年〈明治39年〉7月26日 - 1982年〈昭和57年〉5月2日）は、北海道出身の画家。北海道開拓民。郷士坂本家8代当主。「直行」を音読みした「ちょっこう」で知られる。
討幕運動の立役者として知られる坂本龍馬は、直行の祖父・坂本直寛のおじになる。龍馬の姉・高松千鶴が、直行の曽祖母となる。

## 来歴・人物
1906年、のちに郷士坂本家7代当主となる坂本弥太郎(木材商社であるKing ＆ Schulze商会釧路支店（本社　函館市　1910年設立）が発祥の坂本商会代表)・直意夫妻の次男として現在の釧路市で出生。1911年に郷士坂本家5代当主の坂本直寛（母・直意の父で、直行の祖父）が死去、1913年釧路大火で自宅家財を焼失し直寛の経営していた農場の施設の管理・処分のために、坂本家は1914年に札幌区に転居し、札幌二中（現・札幌西高）に通った。1924年、直行は父の勧めで北海道帝国大学（現・北海道大学）農学実科に進学。在学中は山岳部に在籍し、登山に親しんだ。1927年の北大卒業後は温室園芸を学ぶために東京府（現・東京都）の温室会社に就職。その後、札幌で温室園芸会社を起業するが、父の資金援助がなかったこともあり頓挫する。
1930年、北海道帝国大学の同窓とともに農場経営をするため、札幌の実家に帰らないまま十勝支庁の広尾郡広尾に転居し、同地の野崎牧場で働きながら牧場経営を学ぶ。1936年に25町歩の土地を取得し、自ら牧場を経営を始める。同年、石﨑ツルと結婚し、五男二女の7人の子どもを儲ける。また、この時期、北大山岳部OBとしてペテガリ岳登頂計画に参加したほか、北海道の自然をモチーフとした風景画や植物画を書き始める。1957年、第一回個展を札幌市で開き、その成功を受け、1959年には東京で個展を開催。以降は画業に専念することになる。1960年より札幌市にアトリエを構え、画題を求めてヒマラヤやカナダなどを旅行し始める。1974年、北海道文化賞受賞。1982年、膵臓癌のため、札幌市で死去。

## 作風
水彩画、油絵、版画などを製作しているが、画題は風景画や植物画が多い。鮮やかな色彩と、無駄のない描線が特色である。
帯広市の六花亭製菓の包装紙のデザインを手がけたことで有名である。

## 顕彰施設
- 六花の森内

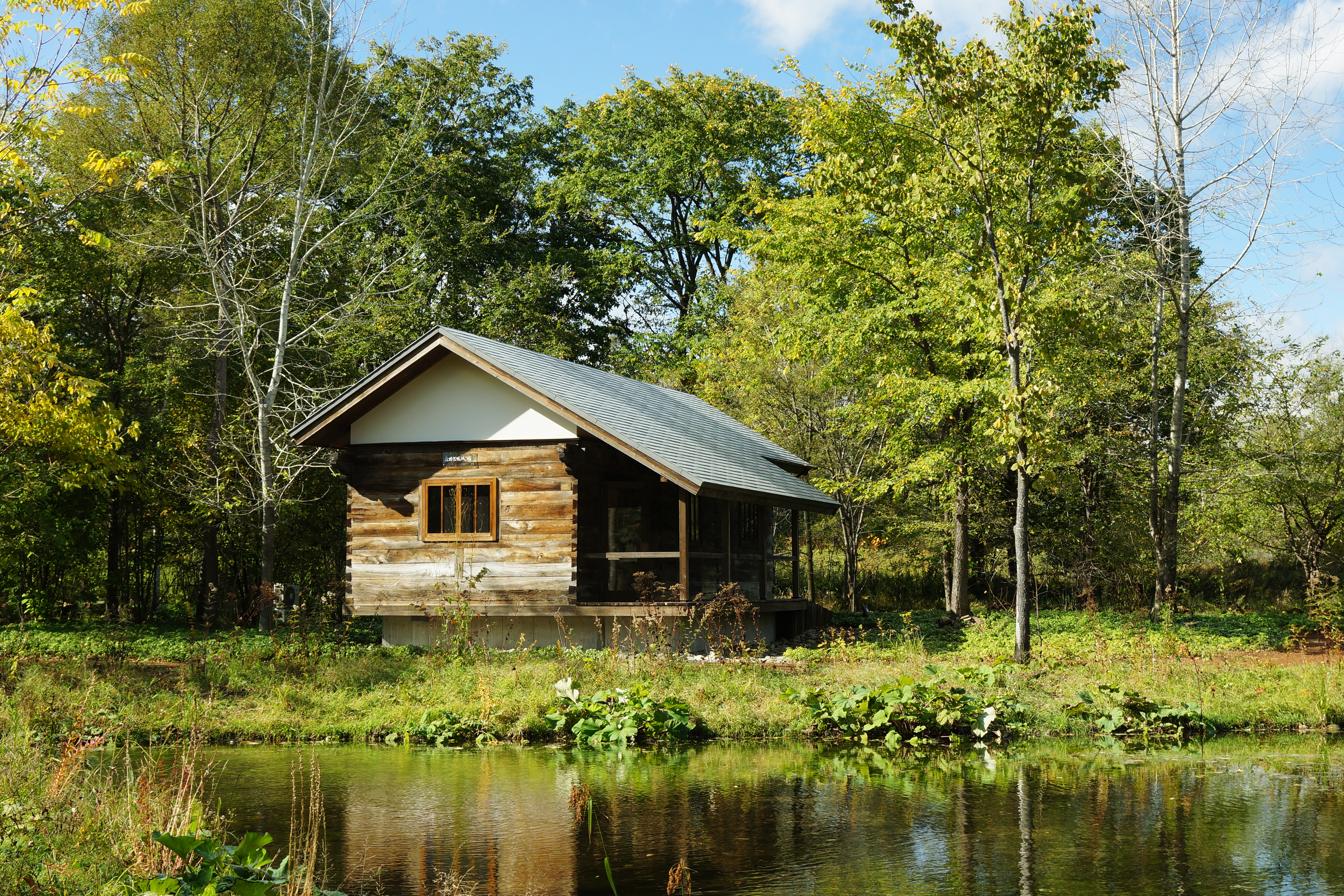
花柄包装紙館

  - 坂本直行記念館 - 十勝六花（エゾリンドウ、ハマナシ、オオバナノエンレイソウ、カタクリ、エゾリュウキンカ、シラネアオイ）を描いた作品等を展示する。
  - 直行絶筆展示室 - 坂本直行の未完成作品を展示する。
  - 花柄包装紙館 - 坂本直行の作品である六花亭の包装紙を壁紙として展示する。

## 年譜
坂本龍馬から坂本直行をめぐる坂本家の年表。
| 和暦 (西暦)        | 坂本家関連事項 | 坂本直行事項 |
| ------------------ | --- | --- |
| 元治元年（1864年） | 勝海舟の6月17日の日記には、「坂本龍馬下東、右船（黒龍丸）にて来る。聞く、京摂の過激輩数十人、皆蝦夷地開発通商、為国家奮発す。此輩黒龍船にて神戸より乗廻すべく、此義御所並に水泉公もご承知なり」とあり、坂本龍馬が蝦夷地に行くことを御所も幕府老中・水野和泉守忠精も了承していた。 | |
| 慶応3年（1867年）  | （3月）龍馬、友人の長府藩士・印藤聿（のぶる）宛に「小弟ハエゾに渡らんとせし頃より、新国を開き候ハ積年の思ひ一世の思ひ出に候間、何とぞ一人でなりともやり付申べくと存居候」と北海道（蝦夷地）開拓への思いをつづった手紙を書く。 （11月）龍馬、京都近江屋で暗殺される。              | |
| 明治元年（1868年） | 高松太郎（龍馬の甥・高松順蔵と龍馬の長姉・千鶴の長男）、蝦夷地経営に関する建白書を提出。箱館裁判所判事を務める。 | |
| 明治2年（1869年）  | 高松順蔵と千鶴の次男・高松習吉（当時17歳）、龍馬の実兄・坂本権平（郷士坂本家四代当主）の養子となる。習吉は名を坂本南海男と改める。 | |
| 明治4年（1871年）  | 南海男の実兄・高松太郎、坂本龍馬家を相続し（遺跡養子）、名を坂本直と改める。 | |
| 明治16年（1883年） | 高知の土陽新聞、龍馬の伝記小説『汗血千里駒』（坂崎紫瀾著）を連載。 | |
| 明治17年（1884年） | （12月）坂本南海男、名を坂本直寛と改める。 | |
| 明治29年（1896年） | （2月）直寛、自由民権運動の同志・片岡健吉に「潔き義に生くる神の国を作り度く存じ候」と手紙を書き、北海道開拓の決意を示す。 （5月）直寛、視察のため、北海道入り。 （9月ごろ）直寛、キリスト教主義に基づく合資会社「北光社」の社長に選出される。その後、高知へ帰郷。                 | |
| 明治30年（1897年） | （3月）直寛、北海道入り。その後、北見に北光社農場を開く。 （10月）直寛、高知へ帰郷。 | |
| 明治31年（1898年） | （5月）直寛、家族（後妻・鹿、長女・直意、次女・直恵、長男・直道、次男・勝清）を連れて北海道・浦臼へ移住。龍馬を輩出した土佐の坂本家は北海道へ移る。 （11月）坂本直、高知にて死去。享年57。                                                                                        | |
| 明治37年（1904年） | （6月）直寛、キリスト教の牧師になる。 | |
| 明治38年（1905年） | 直寛の長女・直意の入婿、坂本弥太郎が釧路で「坂本商会」設立。 | |
| 明治39年（1906年） | | 坂本直行、弥太郎・直意夫妻の次男として7月26日に釧路で生まれる。 |
| 明治42年（1909年） | 直寛、自叙伝『予が信仰之経歴』発刊。 | |
| 明治44年（1911年） | （9月）直寛、胃癌のため札幌・北辰病院で死去。享年59。 郷士坂本家は直寛の長男・直道が継承、郷士坂本家六代当主となる。 | |
| 大正2年（1913年）  | 直道が隠居し、郷士坂本家は直道の義兄・弥太郎が相続、郷士坂本家七代当主となる。 （12月）釧路大火に遭い、坂本商会も被災。龍馬の遺品の一部が焼失。 | |
| 大正3年（1914年）  | （暮れ）弥太郎一家、札幌へ移る。 | |
| 大正8年（1919年）  | | （春）直行、札幌二中（現札幌西高）へ入学。 （7月）羊蹄山へ登山する。この頃から山のスケッチを描き始める。                                                                                |
| 大正11年（1922年） | | （3月）北大スキー部の先輩とスキーで手稲山に行く。 |
| 大正13年（1924年） | | （春）直行、北海道帝国大学農学実科（3年制）へ入学。山岳部メンバーとして活躍する。 |
| 大正14年（1925年） | | （9月）直行、札幌詩学協会主催の第1回版画展に11点を出品。 |
| 昭和2年（1927年）  | | （3月）直行、北海道帝国大学農学実科卒業。 （4月）直行、東京・田園調布の園芸会社へ就職。温室栽培の仕事をする。                                                                           |
| 昭和4年（1929年）  | | （春）直行、温室園芸の自営をめざすが、父・弥太郎から出資困難との連絡を受け、札幌に戻る。 （秋）直行、十勝・広尾村で牧場を経営する野崎健之助から誘いの手紙を受け、野崎牧場で働き始める。 |
| 昭和6年（1931年）  | （1月）弥太郎、龍馬の遺品を恩賜京都博物館（現・京都国立博物館）へ寄贈。 （9月）満州事変勃発。 | |
| 昭和7年（1932年）  | | （3月）直行、相川修と楽古岳に積雪期初登頂。 |
| 昭和9年（1934年）  | （10月）直道（当時は南満州鉄道欧州事務所長）、パリで日仏交流雑誌『フランス・ジャポン』創刊。 | |
| 昭和11年（1936年） | | （1月）直行、広尾・下野塚の民有未墾地25ヘクタールを手に入れて、入植。 （3月）直行、石崎ツルと結婚。                                                                                     |
| 昭和12年（1937年） | （7月）日中戦争勃発。 | （1月）直行、北大山岳部第一次ペカデリ岳遠征隊のメンバーとして参加。 （2月）直行、長男・登誕生。 （4月）直行、『山・原野・牧場』（竹村書房）出版。                                       |
| 昭和13年（1938年） | | （3月）直行、次男・崇誕生。 |
| 昭和14年（1939年） | | 直行、三男・昌博誕生。 |
| 昭和15年（1940年） | | （1月）直行、北大山岳部第二次ペカデリ隊に参加。雪崩に遭遇し隊員8名死亡。 （9月）直行、四男・宏誕生。                                                                                    |
| 昭和16年（1941年） | （1月）直道、松岡洋右外相に日米開戦回避を求める意見書を提出。 （4月）直道、弥太郎の勧めで坂本龍馬家の家督継承。 （12月）太平洋戦争勃発。 | |
| 昭和17年（1942年） | | （1月）直行、五男・勲誕生。 （11月）直行、『開墾の記』（長崎書店）出版。 |
| 昭和18年（1943年） | | （11月）直行宅へ元農林大臣で貴族院議員の石黒正篤ら訪問。 |
| 昭和19年（1944年） | | （6月）直行、長女・直美誕生。 |
| 昭和20年（1945年） | （8月）日本、太平洋戦争にて敗戦。 | （12月）直行、次女・美幸誕生。 |
| 昭和21年（1946年） | | （1月）直行、広尾村農村建設連盟が発足し初代委員長になる。 |
| 昭和22年（1947年） | | （10月）直行、『酪農の話』（柏葉書院）出版。 |
| 昭和25年（1950年） | （1月）弥太郎、広尾の直行宅で死去。享年76（満74歳没）。 | |
| 昭和31年（1956年） | | （6月）直行宅へ彫刻家・峰考が訪問。 |
| 昭和32年（1957年） | （12月）直行が敬愛したアイヌ民族の古老・広尾又吉死去（法名「秀岳瑞松信士」）。 | （3月）直行、峰考の勧めで、第一回個展を札幌の大丸ギャラリーで開催。 （8月）直行、『原野から見た山』（朋文堂）出版。                                                                     |
| 昭和33年（1958年） | | （5月）直行宅へ秀岳壮創業者・金井五郎が訪問。 |
| 昭和33年（1958年） | | （11月）直行宅に帯広千秋庵（現・六花亭）の社長・小田豊四郎が訪問。児童雑誌の表紙絵の依頼を無償で引き受ける。                                                                            |
| 昭和36年（1961年） | | （秋）直行がデザインした花柄の包装紙が帯広千秋庵にて使用開始。 |
| 昭和40年（1965年） | | （秋）直行、手稲山の麓（現・札幌市西区宮の沢）にあるアトリエ兼住宅に移る。 |
| 昭和42年（1967年） | | （9月）直行、ネパールへスケッチ旅行に出発。 |
| 昭和47年（1972年） | （7月）直道、東京にて死去。享年81（満80歳没）。 | |
| 昭和48年（1973年） | | （夏）直行、ツル夫人と北大山岳部創立五十周年記念行事カナダ・ロッキーの山旅に参加。 |
| 昭和49年（1974年） | | 直行、北海道文化賞受賞。 |
| 昭和57年（1982年） | | （5月2日）直行、膵臓癌のため札幌・同交会病院で死去。享年77（満75歳没）。 |
| 平成4年（1992年）  | （4月）六花亭製菓、中札内村に坂本直行記念館を開設。 | |
| 平成11年（1999年） | （6月）弥太郎が京都国立博物館に寄贈した坂本龍馬関係資料などが重要文化財に指定。 | |
| 平成18年（2006年） | （11月）高知県立坂本龍馬記念館で「『おかえり！直行さん』反骨の農民画家 坂本直行展」開始。 同記念館、『反骨の農民画家 坂本直行作品集 北の大地に生きて』を発行。 | |
| 平成19年（2007年） | （9月）「直行記念館」が中札内村の「六花の森」へ移転。 | |
| 平成21年（2009年） | （11月）函館に「北海道坂本龍馬記念館」開館。 | |

## その他

### 著作新版
- 『はるかなるヒマラヤ　自伝と紀行』高澤光雄編、北海道出版企画センター、2011年
- 『原野から見た山』山と溪谷社〈ヤマケイ文庫〉、2021年
- 『山・原野・牧場　ある牧場の生活』ヤマケイ文庫、2021年
- 『雪原の足あと』ヤマケイ文庫、2023年

### ドキュメンタリー
- 日曜美術館「山と原野とスケッチと〜農民画家 坂本直行〜」（2023年1月22日、NHK Eテレ）[6]
- 「山と原野とスケッチと　〜日高山脈と生きた画家・坂本直行〜」（2023年1月27日、NHK BSプレミアム）[7]